# Isaac Nathan ben Kalonymus
Isaac Nathan ben Kalonymus, aussi connu sous l'appellation Rabbi Isaac Nathan ben Qalonymos ou Mardochée (Mordecai) Nathan, est un rabbin de Provence du XVe siècle qui s'est rendu célèbre par sa Concordance hébraïque sur laquelle il a travaillé pendant 10 ans.

## Biographie
Isaac Nathan ben Kalonymus a vécu à Arles et peut-être à Avignon. Il appartenait à la célèbre famille Nathan, qui revendiquait sa descendance de David. Il était probablement le petit-fils du traducteur Jehuda (Juda) Nathan, appelé aussi Maître Bongodas Juda Nathan,, selon la déclaration d'Isaac Nathan lui-même, dans l'introduction à sa Concordance hébraïque. Heinrich Gross l'appelle Isaac ben Kalonymos ben Juda Nathan ben Salomon. Le premier ancêtre connu serait Salomon ben Salomon Nathan qui habitait à Béziers en 1305.
Danièle Iancu-Igou indique qu'Isaac Nathan est cité comme acheteur de livres dans une vente à Arles en 1434.
Il ignorait complètement la Bible jusqu'à sa quinzième année, ses études ayant été limitées au Talmud et à la philosophie religieuse.
Plus tard, il intéressé à autres branches de l'apprentissage, et, en raison de sa fréquente association avec les chrétiens et des nombreux écrits anti-juifs des apostats juifs qui ont paru à cette époque, à la controverse religieuse.
Ce rabbin est appelé tantôt Isaac et tantôt Mardochée (Mardocai), selon la coutume des Juifs de changer de nom en cas de maladies graves.

## Publications
Isaac Nathan était l'auteur des ouvrages apologétiques juifs suivants (certains existent encore, et d'autres ne sont connus que par des citations) :
- Tokaḥat Mat'eh (Remontrances à ceux qui égarent), contre Josua ha-Lorqui (Jerónimo de Santa Fe, ou Jérôme de Sainte-Foi, après son baptême)
- Mibẓar Yizhak, contre les missionnaires polémiques anti-chrétiennes
- Me'ah Debarim, pour l'instruction des jeunes, vingt et un essais sur divers sujets, les noms bibliques de Dieu en formant un, un autre étant sur la Masorah
- Me'ammeẓ Koaḥ (La consolidation de la force), sur la vertu et le vice, en trois parties
- Meʾiyr natiyb (Qui éclaire le chemin), une concordance de la Bible hébraïque sur laquelle l'auteur a travaillé de 1437 à 1447, avec une introduction philosophico-exégétique (Petiḥat Meʾiyr natiyb) contenant une réfutation juive des arguments contenus dans l'épître du pseudo Samuel du Maroc, qui a essayé de démontrer à partir de la Bible juive la messianité de Jésus (introduction à la concordance de Nathan). La Bibliothèque nationale de France possède le texte manuscrit Hébreu 133[4]. Dans le Catalogue des manuscrits hébreux et samaritains de la Bibliothèque Impériale publié en 1866, au numéro 133, il est écrit qu'Isaac Nathan était originaire de Rome, mais H. Gross a montré qu'il était originaire d'Arles, en Provence[5]L'édition princeps du Meʾiyr natiyb, avec son introduction complète, a été publiée à Venise, sous le nom de Mordecai (ou Mardochée, en français) Nathan, chez Daniel Bomberg, en 1523[6]. Paul Fagius a entrepris de publier la Concordance hébraïque et n'a pu publier qu'un seul cahier avant de fuir Strasbourg pour rejoindre Martin Bucer en Angleterre[7]. Antoine Reuchlin, professeur d'hébreu à Strasbourg, neveu de Johannes Reuchlin, a repris l'entreprise et fait publier la Concordance hébraïque à Bâle chez Henri Pierre, en 1556, avec la traduction latine qu'il avait faite, mais avec seulement une partie de l'introduction[8]. Elle est réimprimée en 1581 à Bâle, chez Froben, puis à Cracovie, en 1584. Une nouvelle édition est imprimée à Rome, en 1621-1622, en quatre volumes, par Mario da Calascio, franciscain professeur d'hébreu à Rome, mort le 14 janvier 1620, reprenant la traduction latine d'Antoine Reuchlin, complétée des variantes de la Vulgate et de la Septante[9]. Johannes Buxtorf le Jeune a réalisé une nouvelle édition de la Concordance hébraïque chez Ludwig König, à Bâle, en 1632. Christoph Crinesius a donné une autre édition à Wittemberg, en 1627. Christian Ravius en publie une version abrégée à Berlin sous la forme de Lexicon, en 1677, et par William Robertson, à Londres, en 1680, dans le Thesaurus linguæ sanctæ sive Concordantiale Lexicon Hebræo -Latino Biblicum, in quo lexica omnia hebraïca methodicè & succintè exhibentur ; una cum Concordantiis Hebraïcis, chez Samuel Roycroft[10].

### Concordance de la Bible hébraïque
Le Meʾiyr natiyb  était la première concordance biblique en hébreu, et se distinguait des travaux similaires en latin d'Arlotto de Prato et de Hugues de Saint-Cher en ce que son vocabulaire était organisé en classant les mots par racines hébraïques et d'ajouter la référence aux versets à celle aux chapitres. Dans l'introduction, l'auteur dit que son travail visait à faciliter l'étude de l'exégèse biblique et à empêcher les convertis juifs au christianisme de faire, dans leurs controverses religieuses, des citations incorrectes de la Bible, comme c'était souvent le cas avec Jerónimo de Santa Fe (Jérôme de Sainte-Foi), un converso, auparavant rabbin d'Alcañiz, Yehoshúa'ben Yosef ibn Vives ha-Lorquí ou Josué ha-Lorki, qui a participé à la dispute de Tortose, de février 1413 à novembre 1414.

## Source
- (en) Cet article est partiellement ou en totalité issu de l’article de Wikipédia en anglais intitulé « Isaac Nathan ben Kalonymus » (voir la liste des auteurs).